# Three Seasons
Three Seasons (título en vietnamita: Ba Mùa) es una película dramática filmada en Vietnam y estrenada en 1999. Dirigida, producida y escrita por Tony Bui, esta cinta, producida entre Vietnam y los Estados Unidos, se centra en el pasado, el presente y el futuro de la Ciudad Ho Chi Minh (conocida anteriormente como Saigón) en la época del Đổi mới.
El filme relata las historias paralelas de varios personajes en medio del proceso de «occidentalización» que empezó a experimentar la ciudad, mientras sus habitantes intentan aceptar la invasión del capitalismo, los letreros de neón, los grandes hoteles de cinco estrellas y los avisos publicitarios de Coca-Cola. El veterano actor estadounidense Harvey Keitel interpretó el papel de James Hager, un exmilitar norteamericano.
Three Seasons es una película de un gran valor simbólico, ya que fue la primera producción cinematográfica estadounidense rodada en su totalidad en Vietnam tras la normalización de las relaciones comerciales entre ambos países impulsada por el presidente Bill Clinton. Los realizadores del filme fueron seguidos por inspectores vietnamitas durante todo el proceso de rodaje.

## Sinopsis
La película narra las historias de varios personajes, enlazándose al final. Un estadounidense viaja a la Ciudad Ho Chi Minh para buscar a su hija, nacida durante la Guerra de Vietnam. Allí conoce a Woody, un niño que se desempeña como vendedor ambulante. Un conductor llamado Hai transporta a diario a una prostituta llamada Lan, de quien termina enamorándose. Kien An es una joven que conoce a Dao, un leproso solitario. Todos estos personajes deben lidiar con la occidentalización de Vietnam y con las vicisitudes del cambio.

## Reparto

### Principal

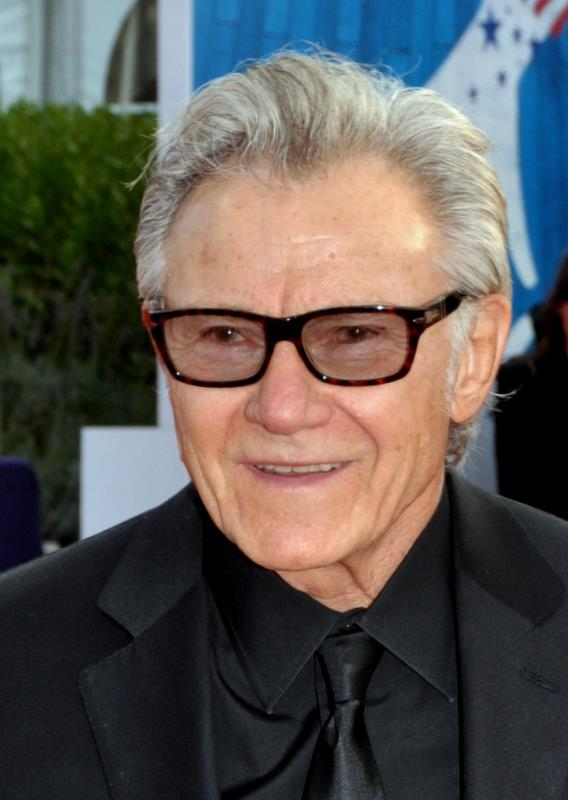
El veterano actor estadounidense Harvey Keitel interpretó el papel del exmilitar James Hager.

- Harvey Keitel es James Hager
- Don Duong es Hai
- Nguyen Ngoc Hiep es Kien An
- Hoang Phat Trieu es Huy
- Nguyen Huu Duoc es Woody
- Zoe Bui es Lan
- Tran Manh Cuong es Dao

### Secundario
- Ngoc Minh es el conductor
- Diem Kieu es la mujer del loto
- Hanh Kieu es Giang
- Hong Son Le es Binh
- Huu Su Tran es Ngon
- Duc Hung Luong es Minh
- Diep Bui es Lan
- Ba Quang Nguyen es Don

## Recepción crítica
La película fue generalmente alabada por la crítica especializada. Cuenta con un porcentaje de aprobación del 78 % en el sitio Rotten Tomatoes basado en 31 reseñas.
El popular crítico Roger Ebert de Chicago Sun-Times le dio a la cinta tres estrellas sobre cuatro, escribiendo: «Exigimos que Asia sea antigua, tradicional y misteriosa. No queremos saber que Hong Kong es una capital comercial y que Japón es un gigante de la economía. Buscamos el Shangri-La, las fantasías sentimentales de generaciones de escritores occidentales que se enamoraron de la idea romántica de Oriente, y siglos de escritores orientales que también lo hicieron. Three Seasons es lánguidamente hermosa porque tiene el sentimiento de una película de Chaplin, porque las costumbres y los entornos exóticos son tan seductores que cambian las reglas. Lo que está mal en Chicago se vuelve colorido, incluso encantador, en la antigua Saigón. El arte a menudo nos ofrece tales ofertas; es mejor asistir a "La Boheme" que congelarse en un desván».
Michael Dequina de The Movie Report se refirió a la cinta de la siguiente manera: «Three Seasons es una mirada fascinante a la vida en el Vietnam de hoy». David Ansen de Newsweek dio una crítica negativa, afirmando: «En mi opinión, la novedad y el exotismo del entorno no pudieron ocultar las situaciones trilladas y los personajes en extremo sentimentales».